# Park Zdrojowy w Rabce-Zdroju
Park Zdrojowy – park w Rabce-Zdroju w zbiegu ulic Władysława Orkana, Parkowej, Nowy Świat oraz alei Jordana.

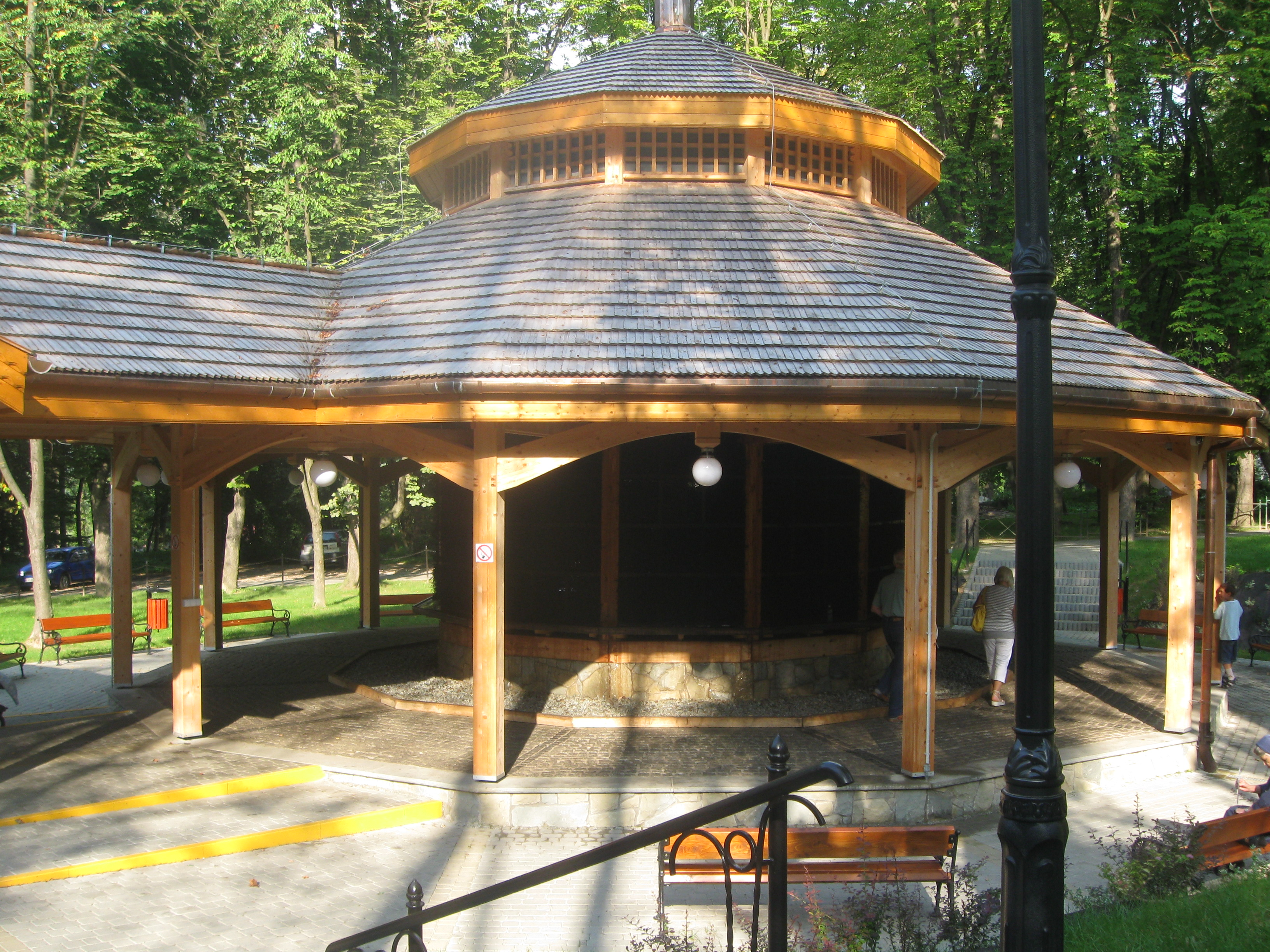
Tężnia solankowa w Parku Zdrojowym

Park został założony około 1864 roku, przez ówczesnego właściciela Rabki Juliana Zubrzyckiego. Park rozbudował i upiększył kolejny właściciel uzdrowiska Kazimierz Kaden. Obecnie park zajmuje powierzchnię 30 ha i należy do największych w Małopolsce. Na terenie parku znajdują się: tężnia solankowa, dwie fontanny, zabytkowa willa "Gwiazda" (obecnie w stanie ruiny), szpital kardiologiczny im. Józefa Dietla, kawiarnia "Parkowa", cmentarz żołnierzy radzieckich, a po zachodniej stronie parku, na starym cmentarzu komunalnym znajduje się cmentarz wojenny z I wojny światowej. Wśród drzewostanu parku wyróżniają się m.in.: grupa 10 modrzewi europejskich przy ul. Parkowej sadzonych w okręgu o obwodzie od ok. 1 m do 230 cm, o wieku ok. 100 lat, oraz druga grupa 8 modrzewi europejskich również przy ul. Parkowej sadzonych w okręgu o obwodzie od ok. 150 cm do 190 cm, wiek ok. 110 lat. Obie grupy są uznawane za pomniki przyrody. Główną aleję parku zamyka pomnik papieża Jana Pawła II, projektu Michała Batkiewicza odsłonięty w 2005 roku. Pomnik znajduje się na tzw. "Szlak Papieski" wiodącym przez Gorce i Beskid Wyspowy. Od południa granicę parku stanowi potok Poniczanka. Dla dzieci park dysponuje dwoma placami zabaw wyposażonymi w huśtawki, drabinki, piaskownice. Dla aktywnych jest ścieżka zdrowia, korty tenisowe i boiska do gier zespołowych. W parku można wypożyczyć gokarty rowerowe, samochodziki dla dzieci oraz wykupić czas zabawy na nadmuchiwanych zjeżdżalniach i zamkach. Na parkowych alejkach ˌˌbuszująˈˈ oswojone wiewiórki. Park w 2011 roku wyremontowano, odmładzając istniejącą zieleń, dosadzając kolejne rośliny, krzewy i drzewa oraz gruntownie remontując fontanny i nawierzchnię alejek spacerowych.

## Galeria

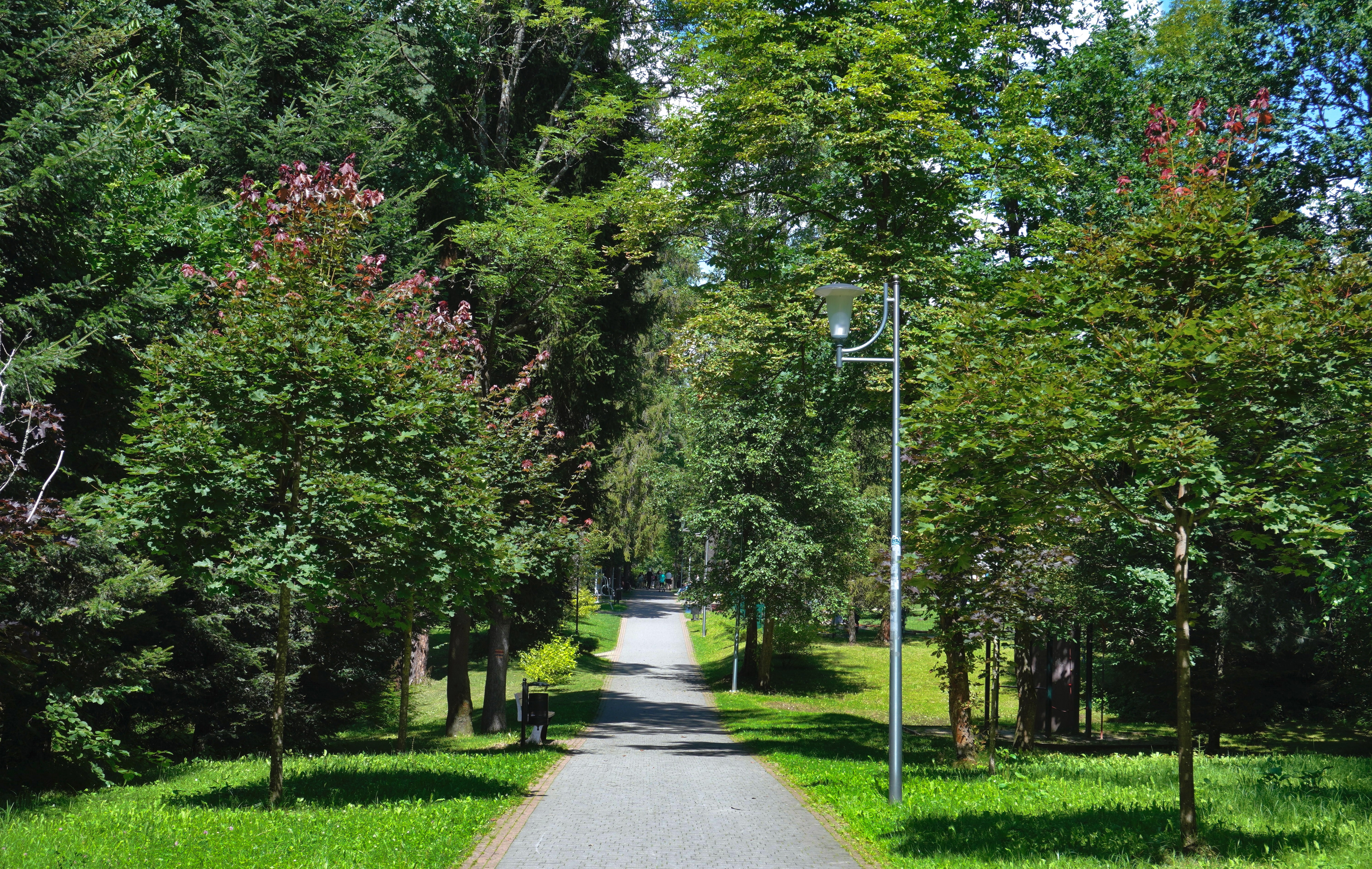
Aleja Juliana Kawalca
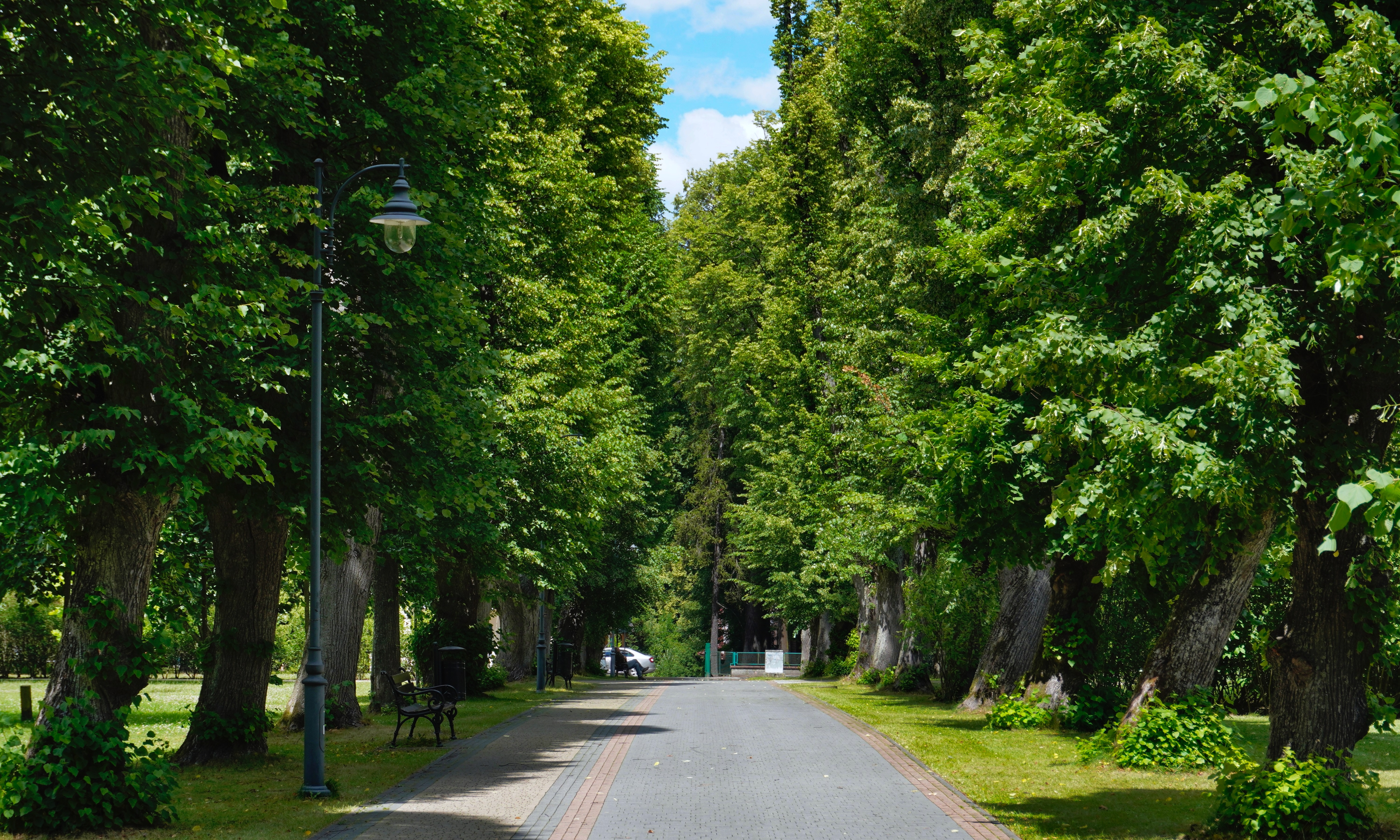
Ogólny widok na północ, aleja w parku
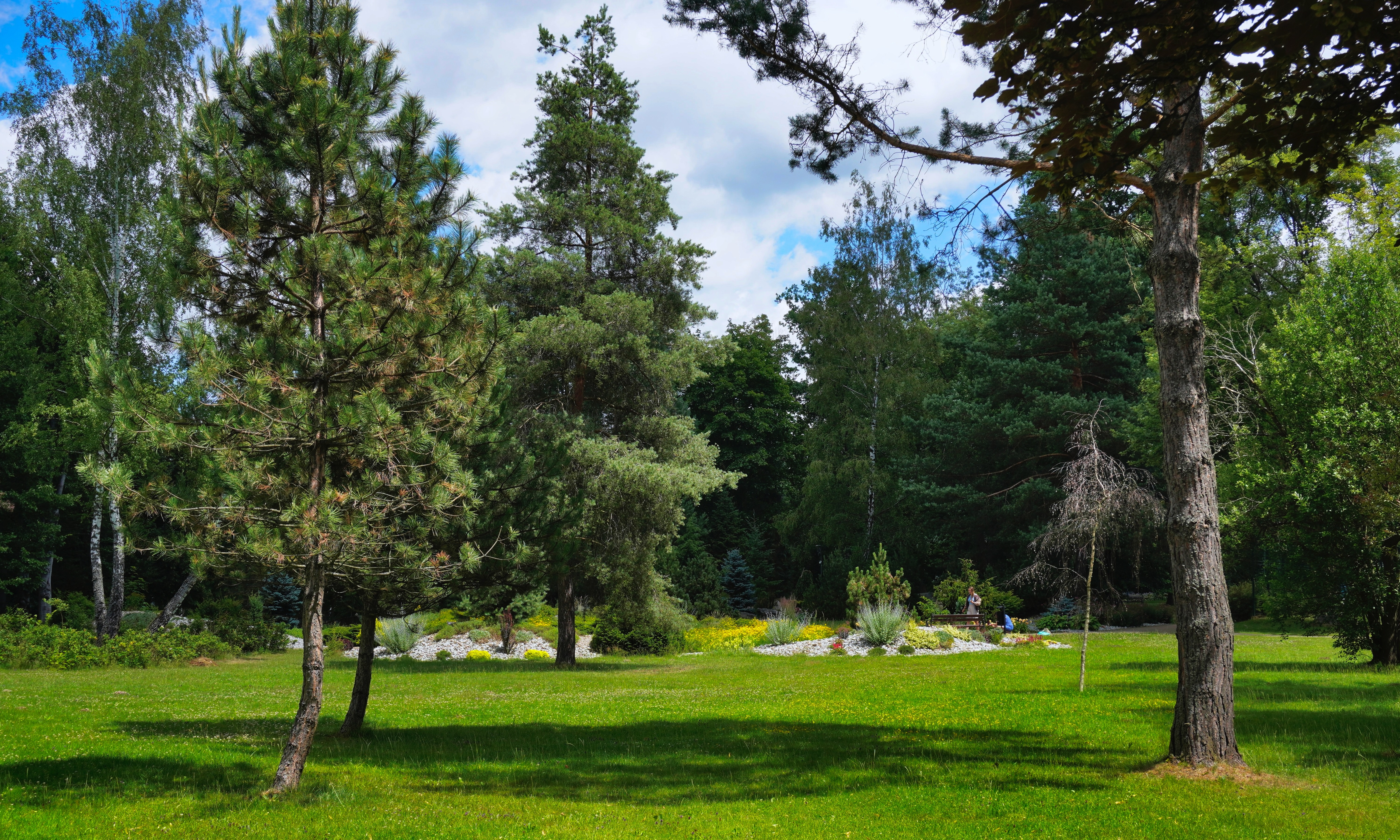
Ogólny widok na północny wschód
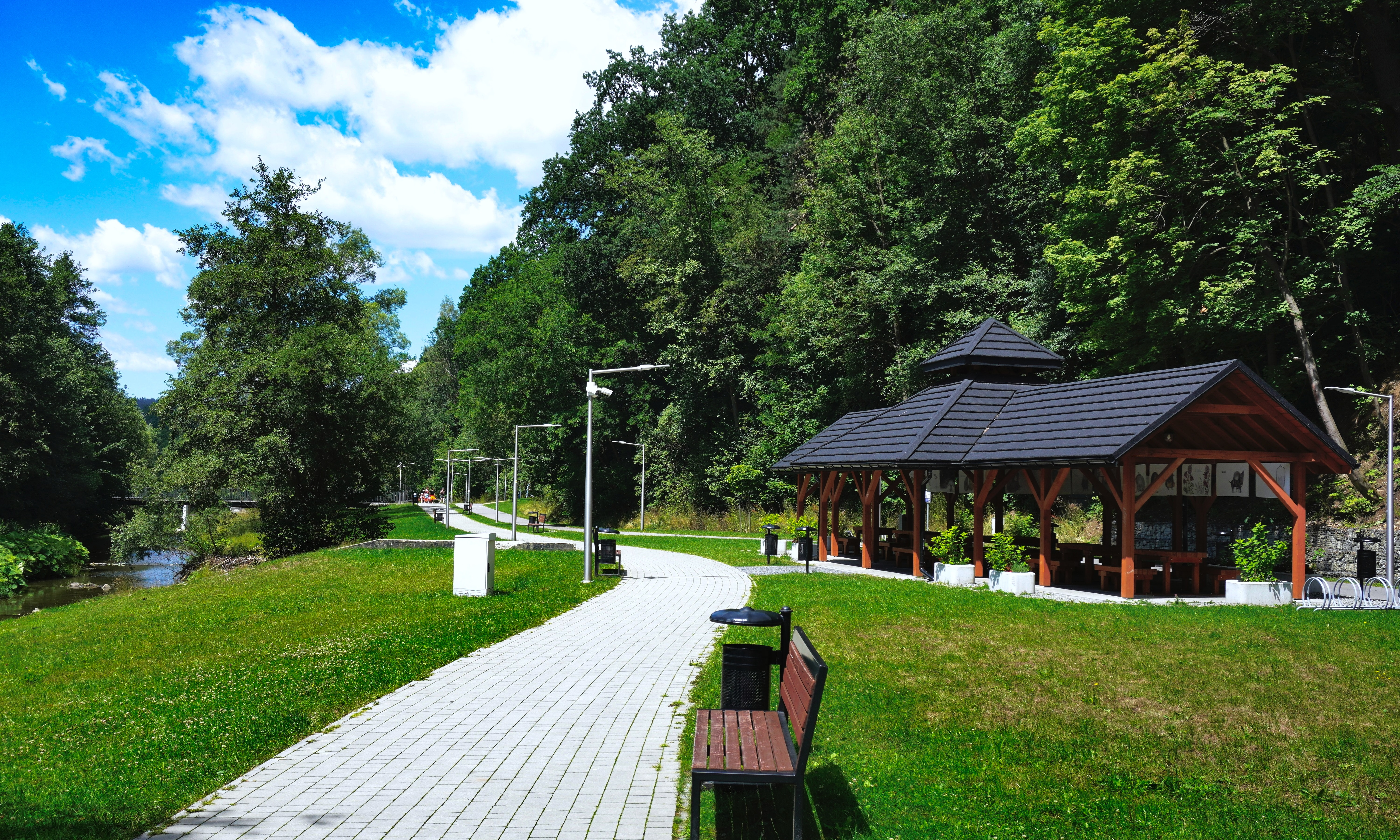
Bulwary nad Poniczanką
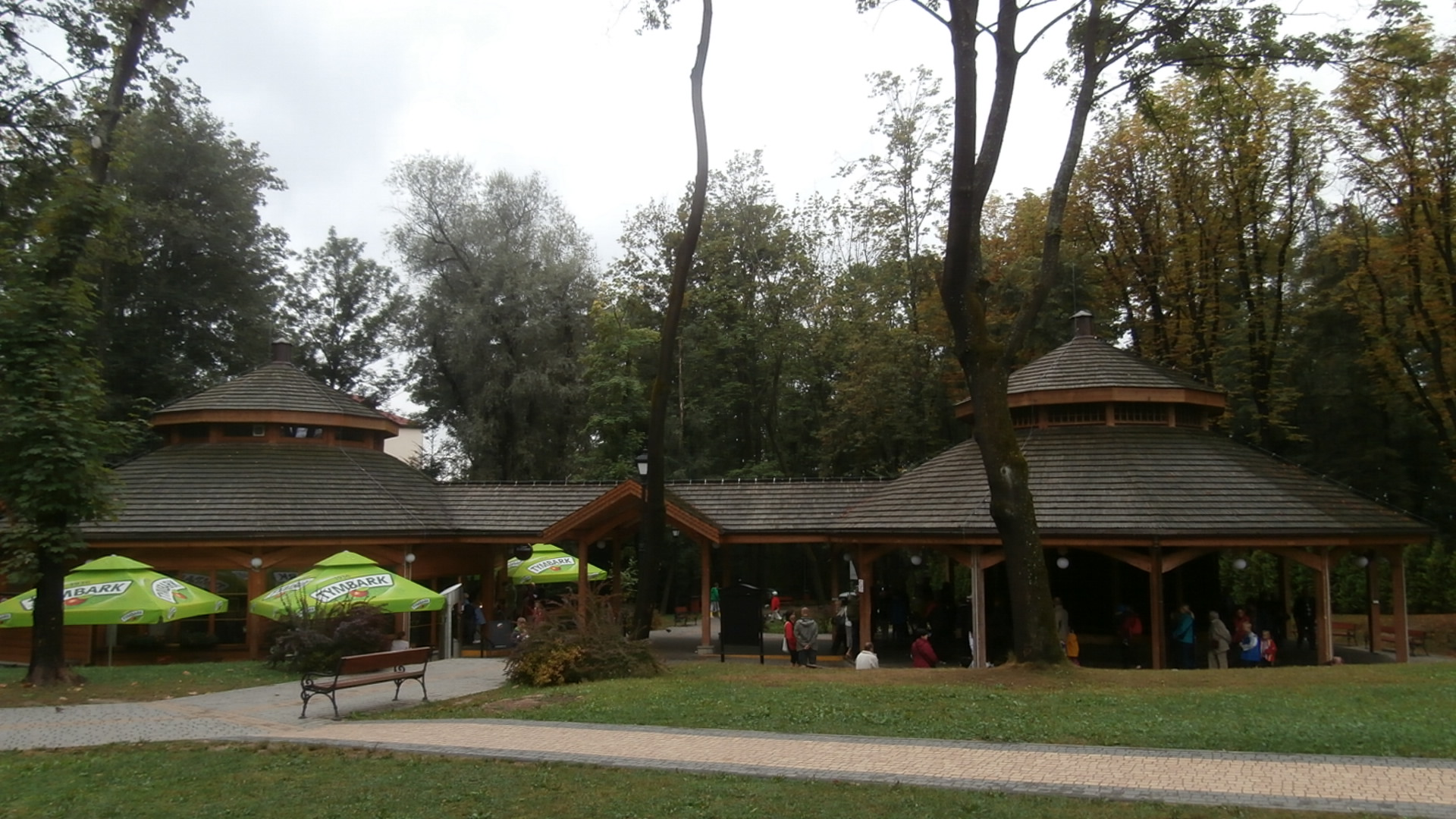
Tężnia solankowa
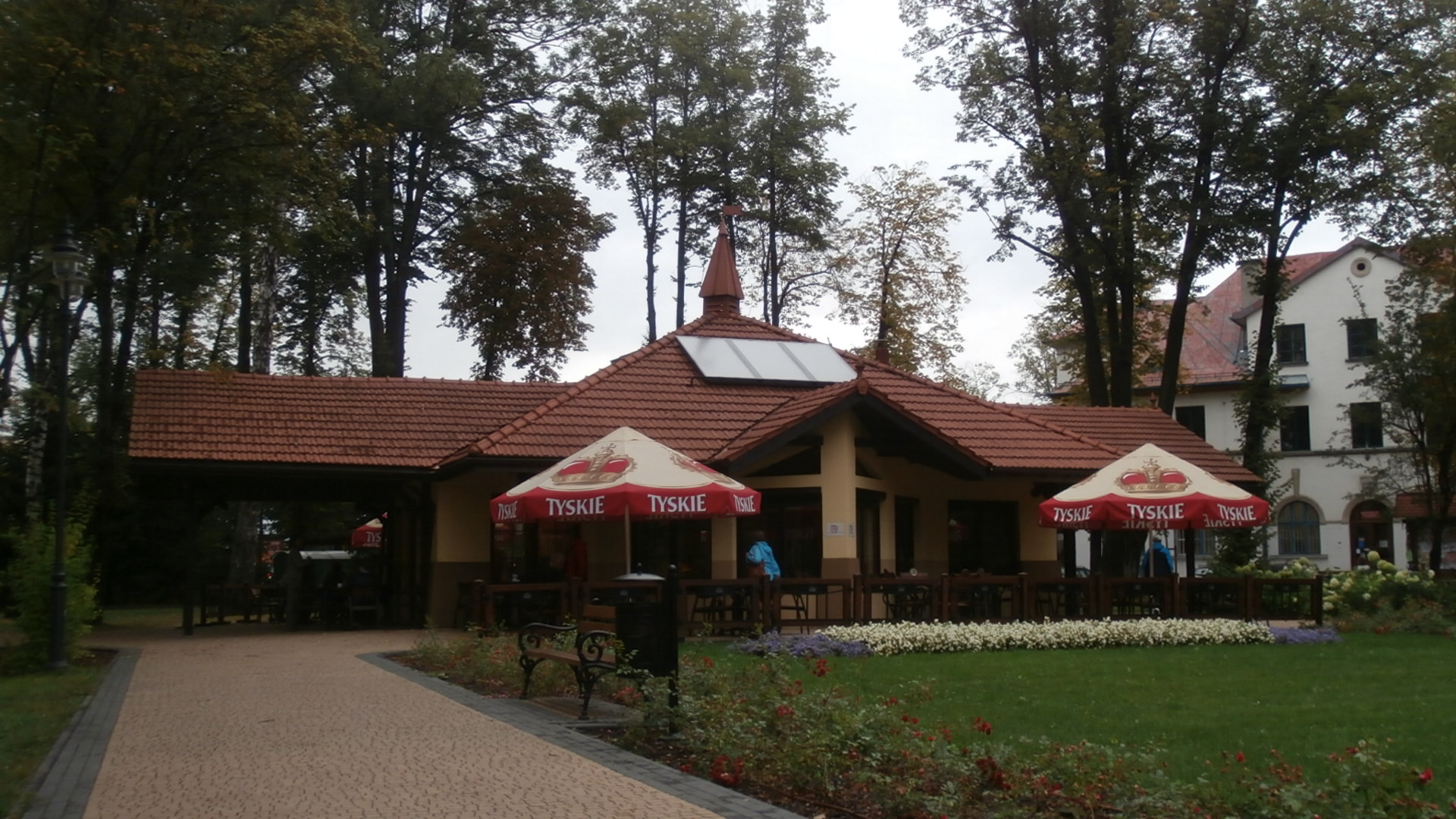
Kawiarnia Parkowa
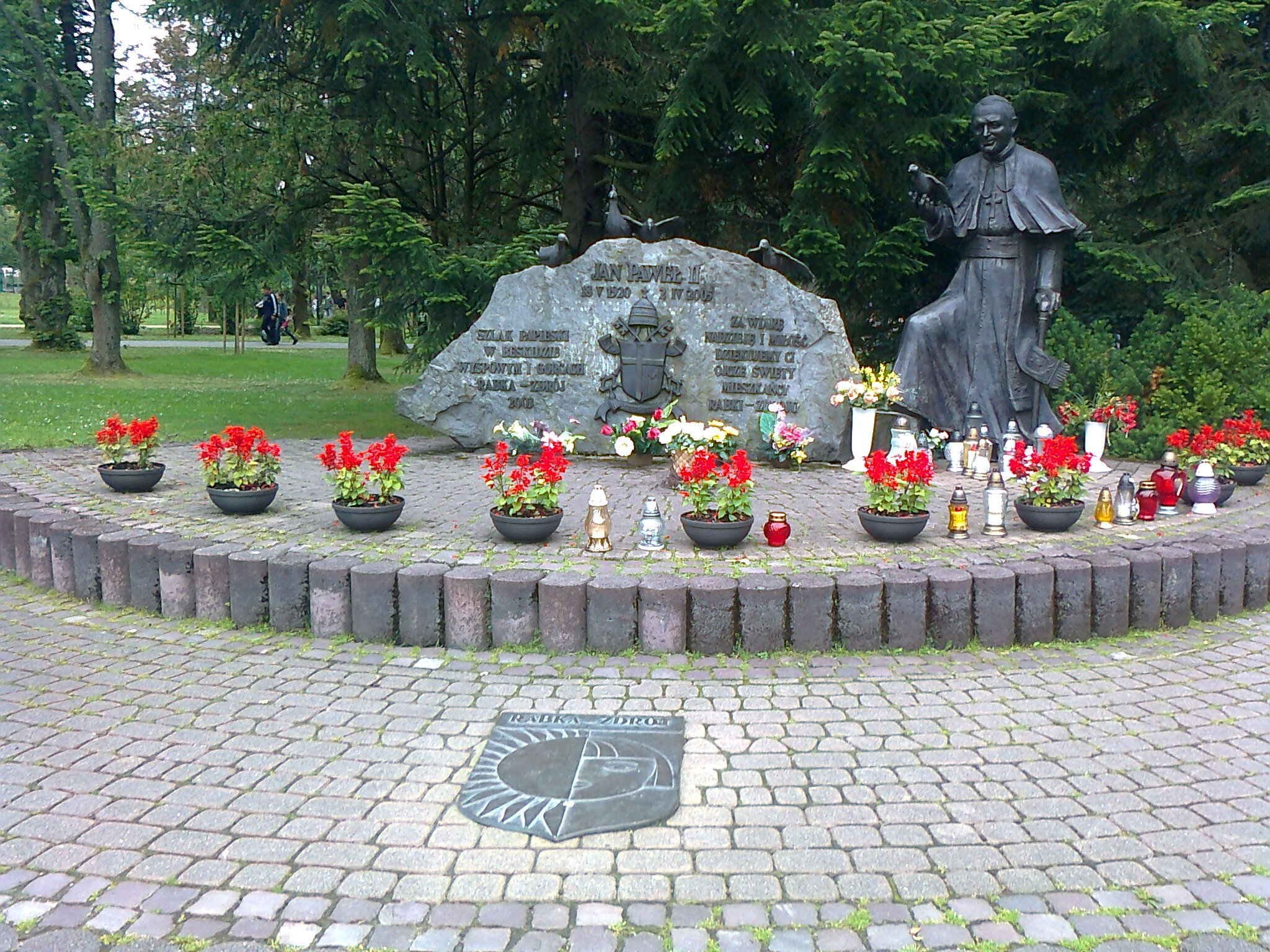
Pomnik Jana Pawła II
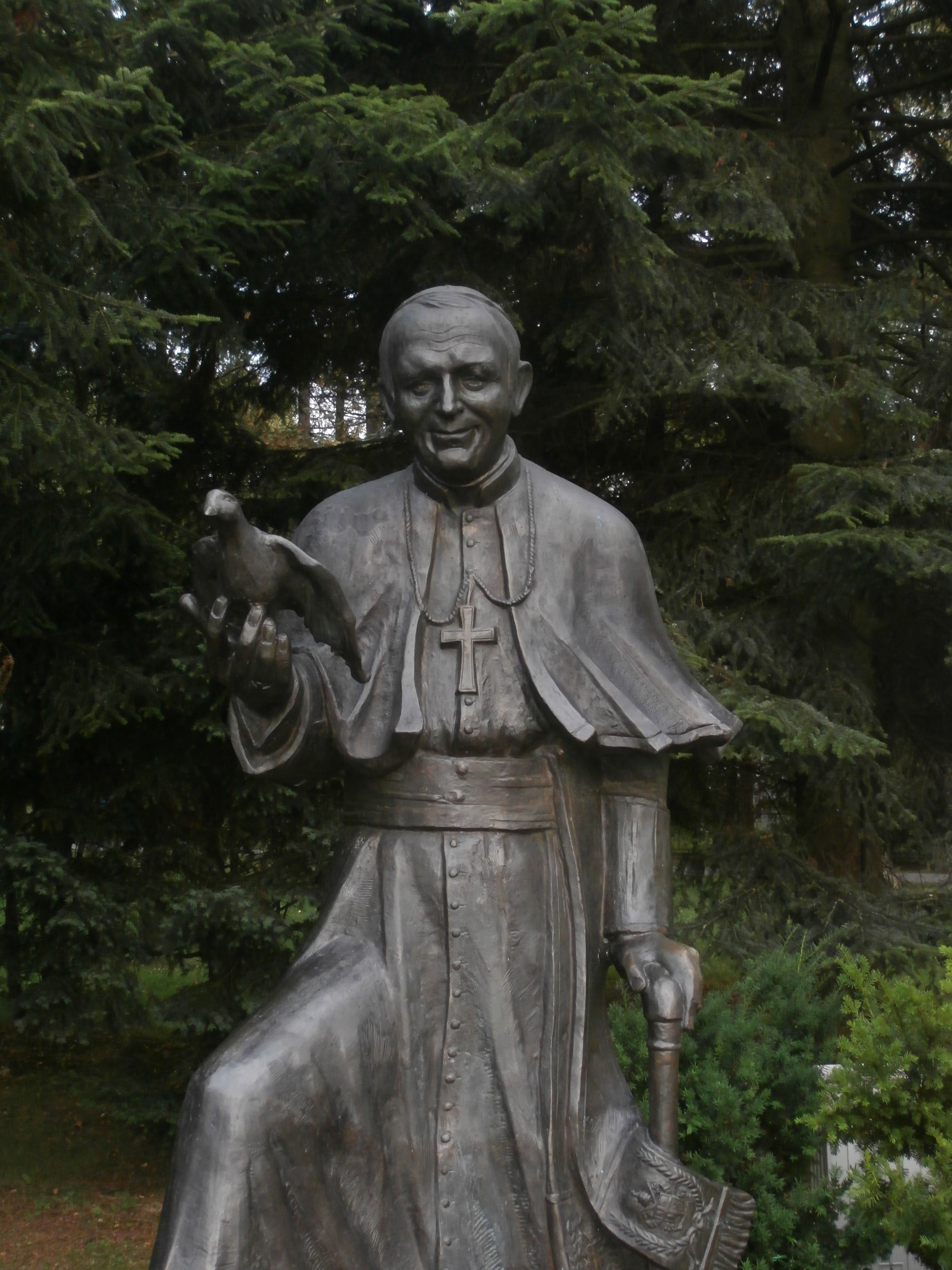
Pomnik Jana Pawła II
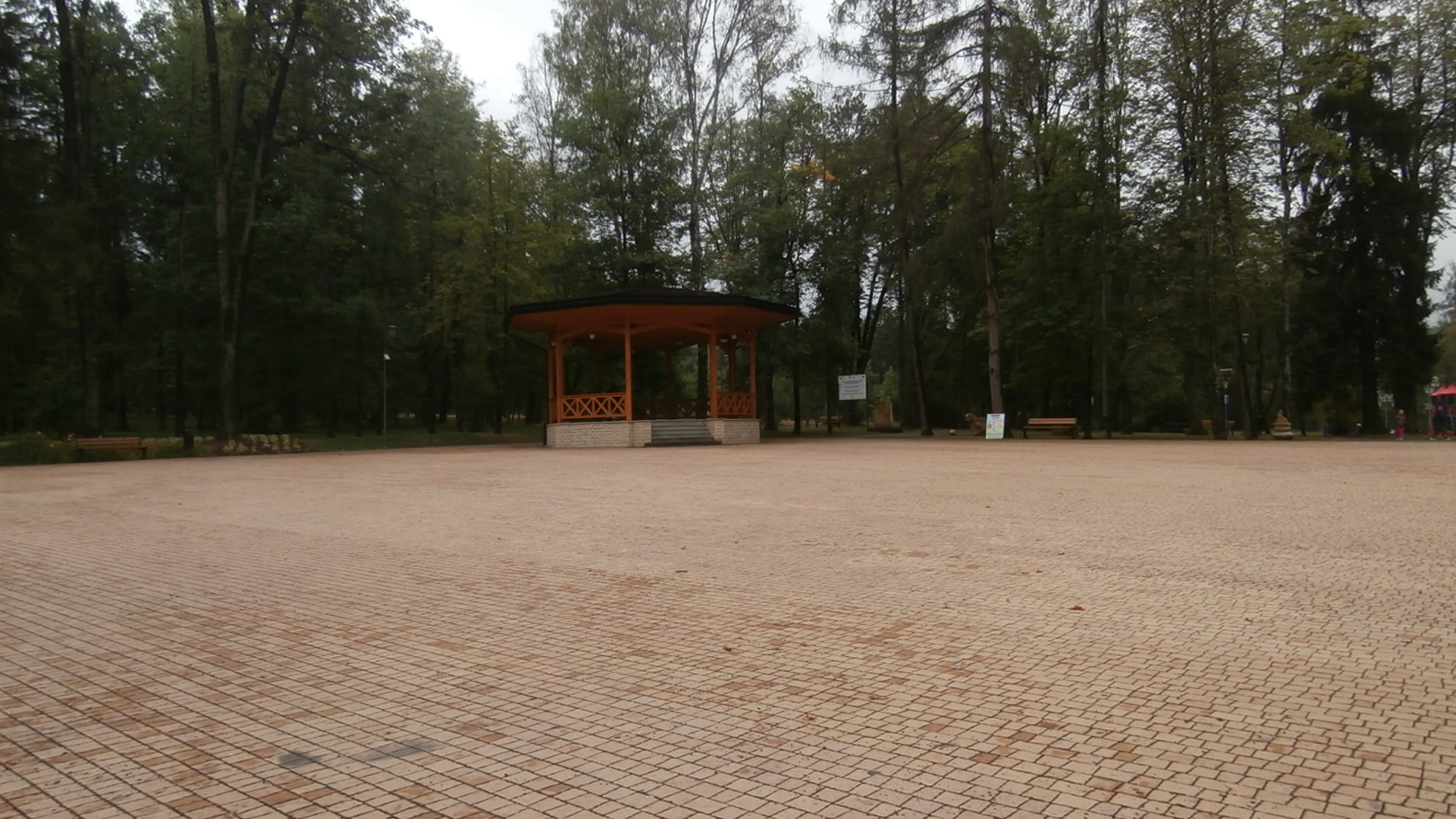
Plac "pod Grzybkiem" – typowej konstrukcji z lat 60 XX wieku, w 2011 odnowiony
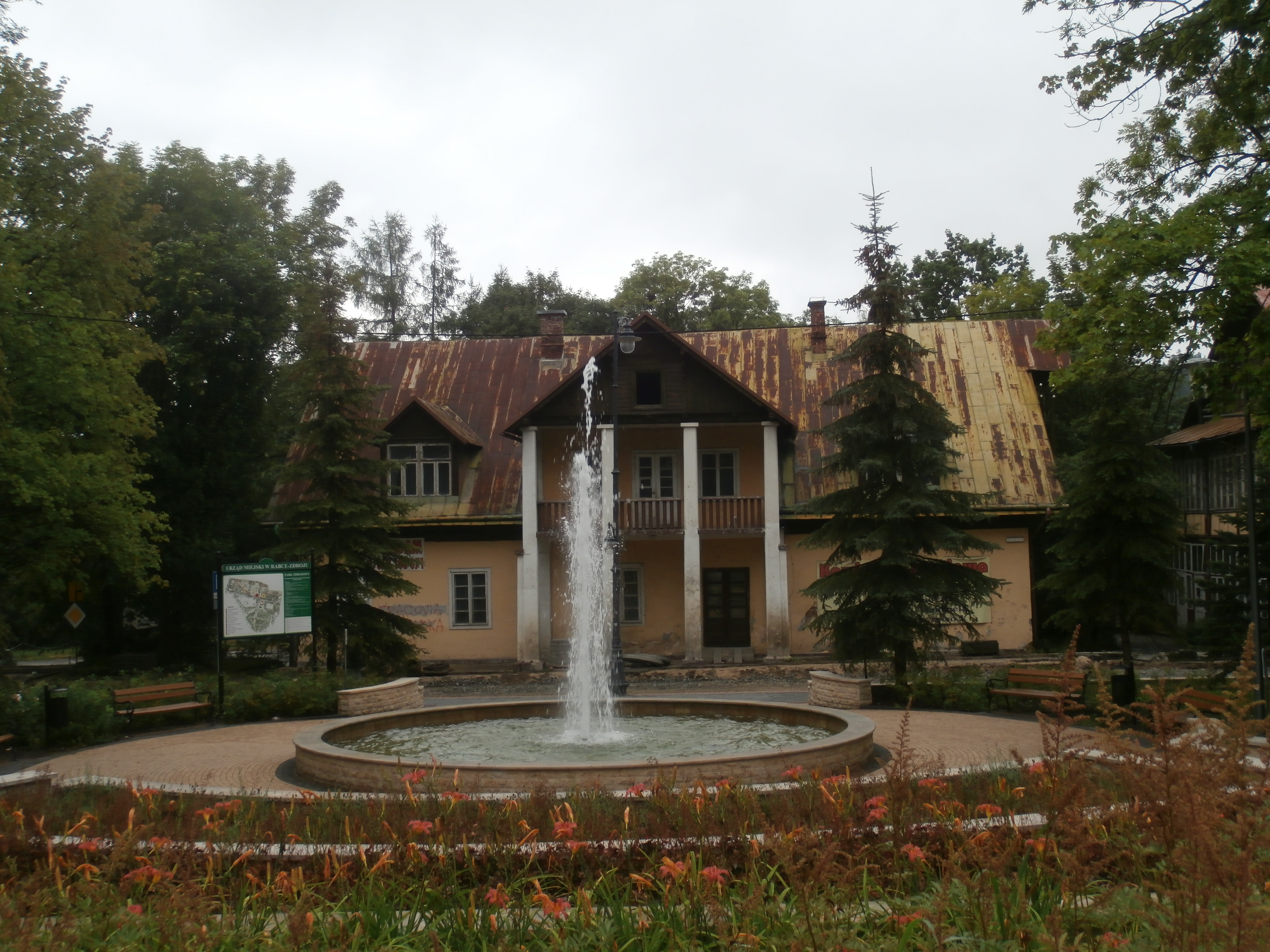
Willa i Fontanna "Pod Trzema Różami"
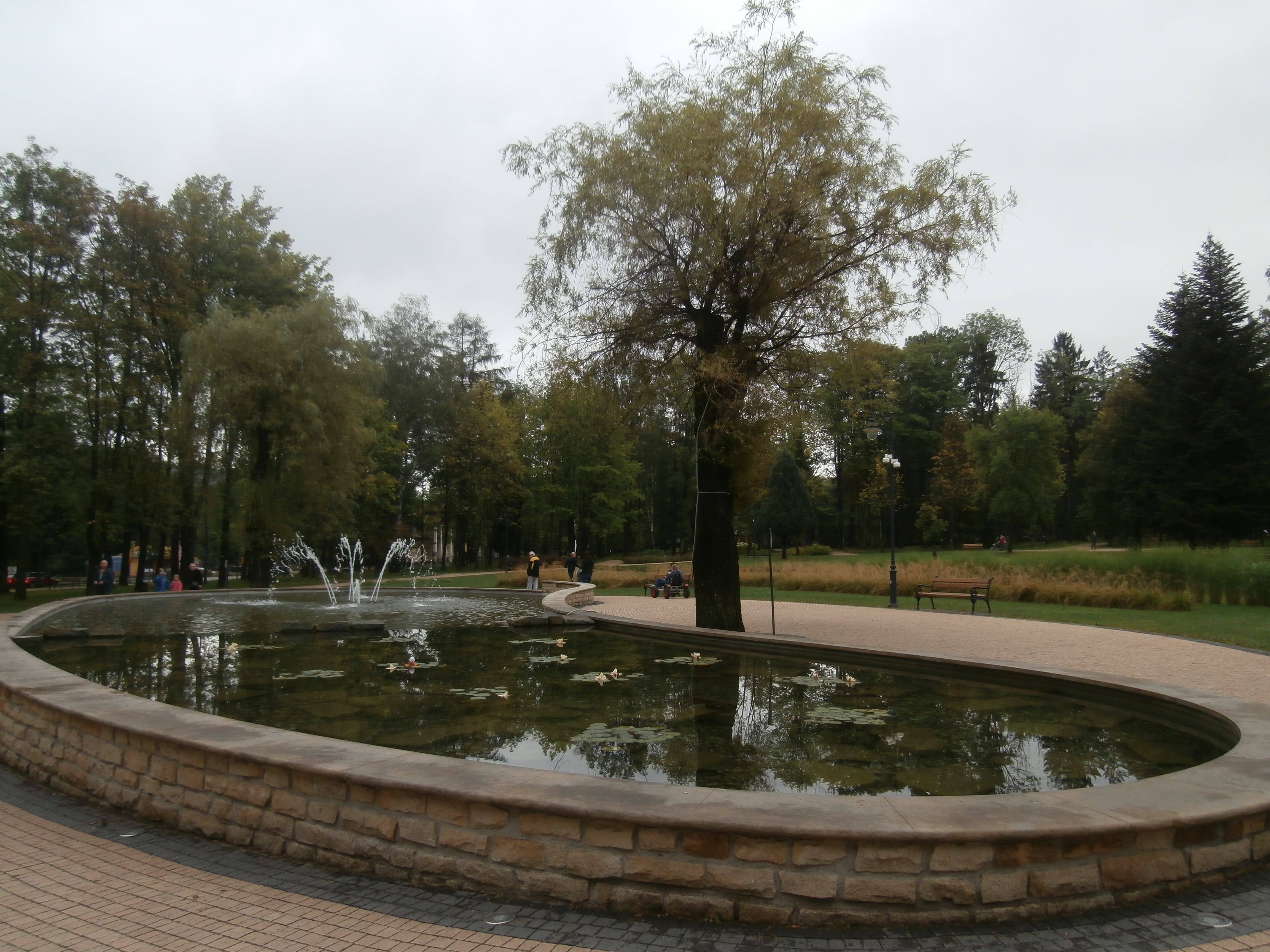
Fontanna
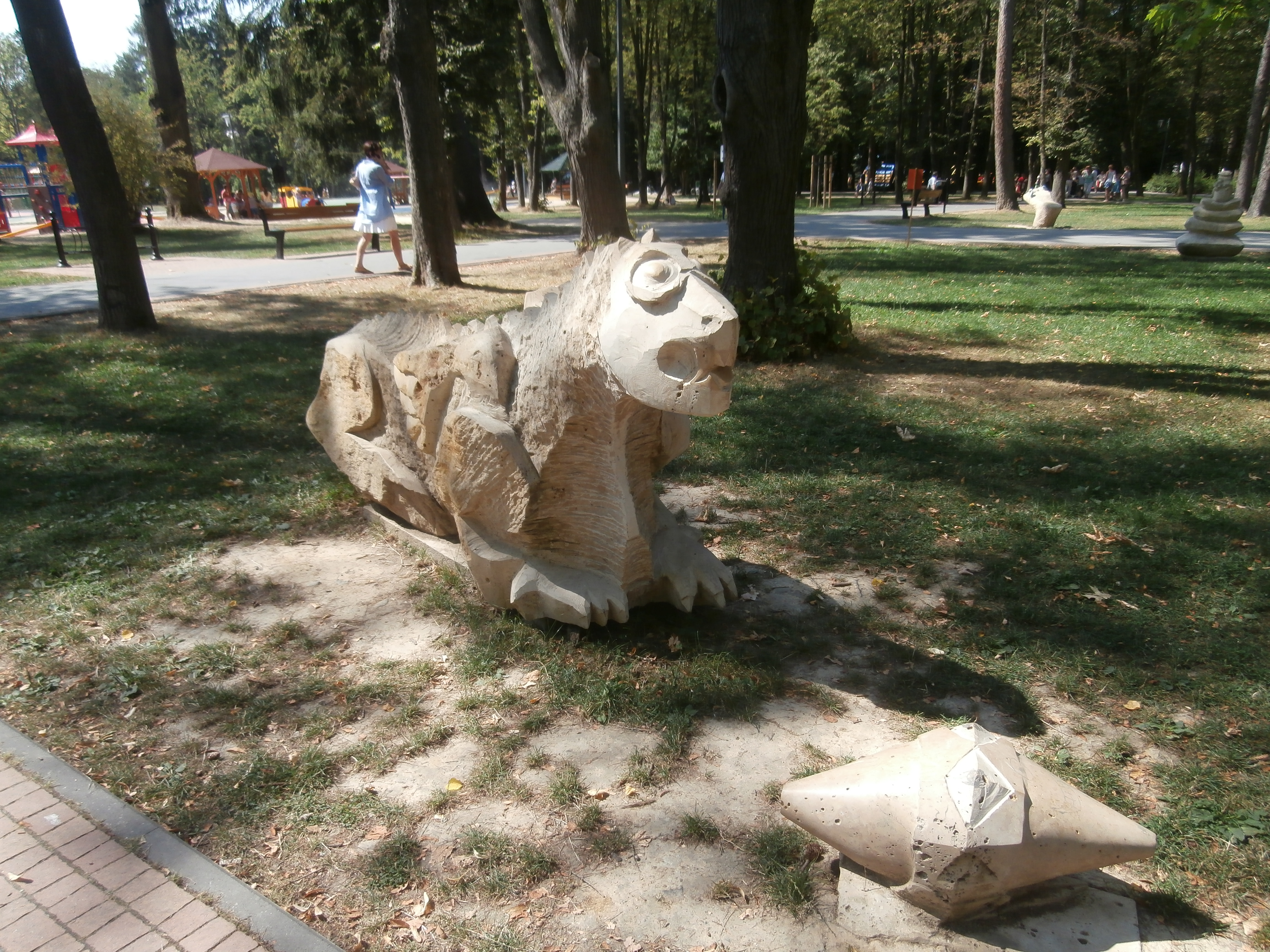
Pomnik Smoka Oscypkojada
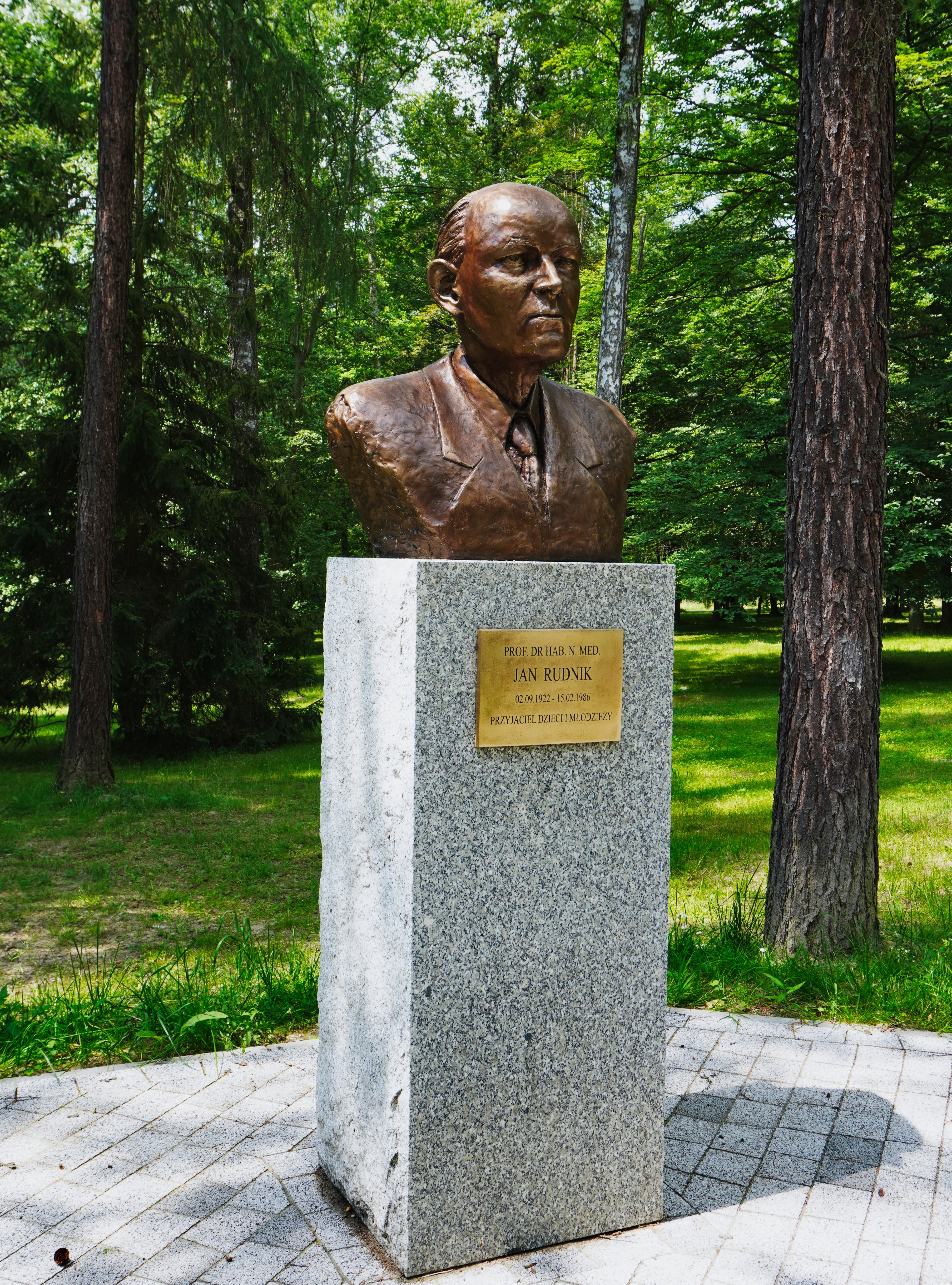
Pomnik profesora Jana Rudnika
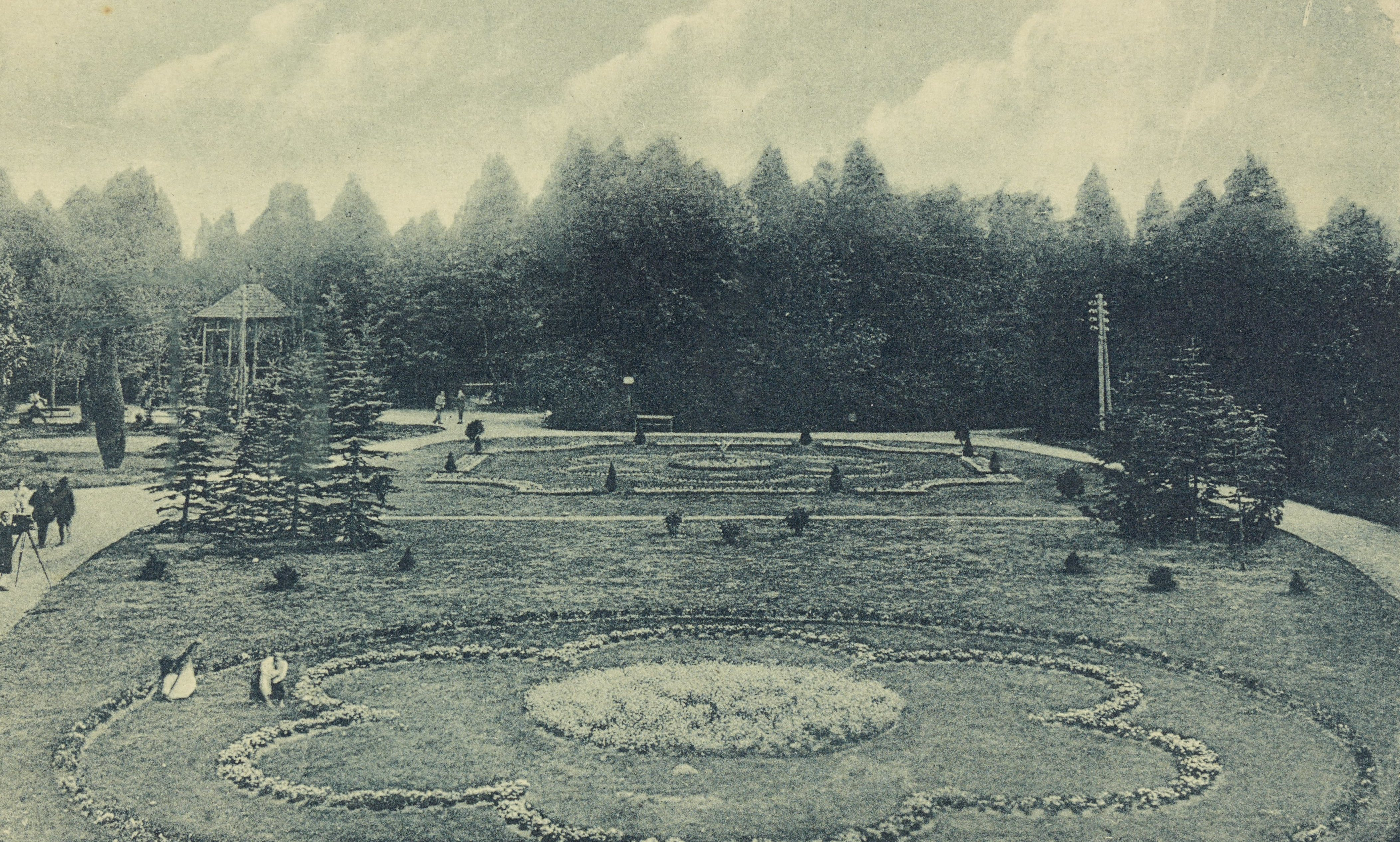
Fragment parku około 1930–1933